# مايك كورنيل
مايك كورنيل هو لاعب كرة القدم الكندية كندي، ولد في 5 ديسمبر 1986 في هاميلتون في كندا.